# 5-Hydroxycytosine
La 5-hydroxycytosine est un dérivé oxydé de la cytosine, une base nucléique, qui est associé à une augmentation de la fréquence des transitions C → T, avec certaines transversions C → G. Elle ne déforme pas la double hélice d'ADN et est facilement contournée par les ADN polymérases lors de la réplication de l'ADN.